# Pierre Dupont de l’Étang
Pierre Dupont de l’Étang (Chabanais, 1765. július 14. – Párizs, 1838. február 16.) gróf, francia tábornok.

## Élete
1787-ben belépett a holland szolgálatban álló francia légióba, 1791-ben pedig a francia hadseregbe. Miután Dünkirchent York támadása ellen sikerült megmentenie, dandártábornokká nevezték ki, a direktórium alatt pedig a topográfiai hivatalnak fejévé és a hadidepó igazgatójává tették. Fructidor 18-a megfosztotta állásaitól, de brumaire 18-án Napóleon érdekében részt vett az államcsíny végrehajtásában.
1800-ban kitűnt Marengónál és ez év őszén mint Piémont kormányzója Toszkánába tört, ahol ideiglenes haderejét Pozzoló mellett legyőzte. 1804-ben Napóleon grófi rangra emelte, 1805-ben pedig a németországi hadsereghez tette át, melynek soraiban Ulm mellett kitűnt. 1806-7-ben a poroszok ellen harcolt és lényeges része volt a friedlandi győzedelemben 1807 júniusában.
1808-ban egy hadosztály élén Cordobáig űzte a spanyol felkelőket, de ekkor szerencséje elhagyta; a fölkelők vezére, Castanos, Bailén mellett bekerítette és fegyverletételre kényszerítette. Emiatt Napóleon császár 1813-ig fogva tartotta.
A Bourbonok visszatérése után 1814-ben hadügyminiszter lett, de a fogsága miatt elkeseredett és bosszúvágyó férfi oly reakcionárius terveket koholt, hogy XVIII. Lajos kénytelen volt őt néhány hónap múlva elbocsátani. 1815-től 1830-ig Charente département-ját képviselte a nemzetgyűlésen, ahol a szélsőjobb párttal szavazott. 1835-ben nyugalomba vonult.

## Nevezetesebb művei
- Lettre sur l’Espagne en 1808 (Párizs, 1823)
- Lettre sur la campagne en Autriche (1826)